# Progressismo nos Estados Unidos
O progressismo nos Estados Unidos é uma filosofia política de esquerda e um movimento de reforma. No século XXI, o bloco defende políticas que são geralmente consideradas social-democratas e parte da esquerda estadunidense [en]. Também se expressou na política de centro-direita, como o Novo nacionalismo e o conservadorismo progressista. Seu auge ocorreu no início do século XX. De natureza reformista e de classe média trabalhadora, surgiu como resposta às grandes mudanças trazidas pela modernização, como o crescimento das grandes corporações, a poluição e a corrupção na política do país. O historiador Alonzo Hamby [en] descreve o progressismo americano como um “movimento político que aborda ideias, impulsos e questões decorrentes da modernização da sociedade americana. Surgido no final do século XIX, ele estabeleceu grande parte do tom da política americana durante a primeira metade do século".
As políticas econômicas progressistas incorporam os princípios socioeconômicos e as visões da social-democracia e do progressismo político. Essas visões geralmente estão enraizadas no conceito de justiça social e têm o objetivo de melhorar a condição humana por meio de regulamentação governamental, proteções sociais [en] e manutenção de bens públicos. Esse conjunto de ideais se baseia na ideia de que os mercados capitalistas deixados para operar com regulamentação governamental limitada são inerentemente injustos, favorecendo os grandes negócios [en], as grandes corporações e os ricos. 
As políticas econômicas específicas consideradas progressistas incluem impostos progressivos, redistribuição de renda com o objetivo de reduzir as desigualdades, um pacote abrangente de serviços públicos, com assistência médica universal, resistência ao desemprego involuntário, educação pública, seguridade social, leis de salário mínimo, leis antitruste, legislação que protege os direitos trabalhistas e os direitos dos sindicatos. Embora o movimento progressista moderno possa ser caracterizado como de natureza amplamente secular, o movimento progressista histórico foi, em comparação, em grande parte enraizado e energizado pela religião.

## Era progressiva
Os historiadores discutem os contornos exatos, mas geralmente datam a Era Progressiva em resposta aos excessos da Gilded Age, da década de 1890 até a Primeira Guerra Mundial, em 1917, ou o início da Grande Depressão em 1929. Muitos dos princípios fundamentais do movimento progressista concentravam-se na necessidade de eficiência em todas as áreas da sociedade e de maior controle democrático sobre as políticas públicas. A purificação para eliminar o desperdício e a corrupção foi um elemento poderoso, bem como o apoio dos progressistas à indenização dos trabalhadores, à melhoria das leis de trabalho infantil, à legislação do salário mínimo, à limitação da semana de trabalho, ao imposto de renda escalonado e à concessão do direito de voto às mulheres. Arthur S. Link [en] e Vincent P. De Santis argumentam que a maioria dos progressistas queria purificar a política. Para alguns progressistas, a purificação significava tirar o voto dos negros do Sul do país.

## Grandes corporações e monopólios: quebra de confiança vs. regulamentação

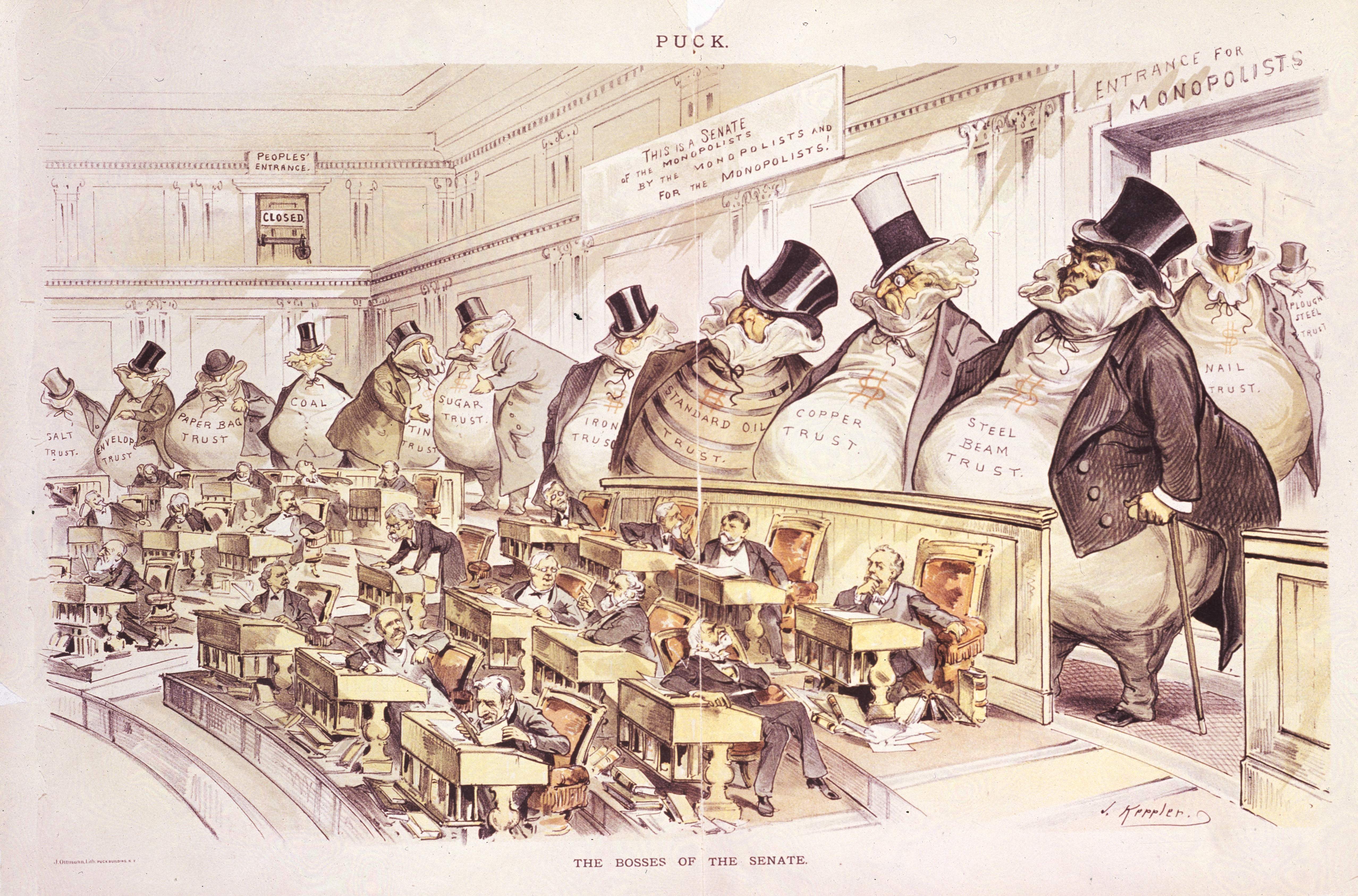
en, um desenho animado de en que retrata os interesses corporativos - de aço, cobre, petróleo, ferro, açúcar, estanho e carvão a sacos de papel, envelopes e sal - como sacos de dinheiro gigantescos que pairam poderosamente sobre os pequenos e fracos senadores dos Estados Unidos.

A maioria dos progressistas esperava que, ao regulamentar as grandes corporações, eles pudessem liberar as energias humanas das restrições impostas pelo capitalismo industrial. No entanto, o movimento progressista estava dividido em relação a qual das seguintes soluções deveria ser usada para regulamentar as corporações. Muitos progressistas argumentavam que os monopólios industriais eram instituições econômicas não naturais que suprimiam a concorrência necessária para o progresso e o aprimoramento. A lei antitruste dos Estados Unidos proíbe o comportamento anticoncorrencial (monopólio) e as práticas comerciais desleais [en]. Presidentes como Theodore Roosevelt e William Howard Taft apoiaram o trust-busting. Durante suas presidências, o conservador Taft derrubou 90 trustes em quatro anos, enquanto Roosevelt derrubou 44 em sete anos e meio de mandato.
Os progressistas, como Benjamin Parke De Witt, argumentavam que, em uma economia moderna, as grandes corporações e até mesmo os monopólios eram inevitáveis e desejáveis. Ele argumentava que, com seus enormes recursos e economias de escala, as grandes corporações ofereciam aos Estados Unidos vantagens que as empresas menores não poderiam oferecer. Entretanto, essas grandes corporações poderiam abusar de seu grande poder. O governo federal deveria permitir a existência dessas empresas, mas regulamentá-las para o interesse público. Em geral, o presidente Roosevelt apoiou essa ideia e a incorporou como parte de seu 'Novo Nacionalismo'.

## Eficiência
Muitos progressistas, como Louis Brandeis, esperavam tornar os governos americanos mais capazes de atender às necessidades da população, tornando as operações e os serviços governamentais mais eficientes e racionais. Em vez de apresentar argumentos legais contra as jornadas de trabalho de dez horas para as mulheres, ele usou “princípios científicos” e dados produzidos por cientistas sociais que documentavam os altos custos das longas jornadas de trabalho tanto para os indivíduos quanto para a sociedade. A busca dos progressistas pela eficiência às vezes estava em desacordo com a busca dos progressistas pela democracia. Tirar o poder das mãos dos funcionários eleitos e colocá-lo nas mãos de administradores profissionais reduziu a voz dos políticos e, por sua vez, reduziu a voz do povo. A tomada de decisões centralizada por especialistas treinados e a redução do poder das alas locais tornaram o governo menos corrupto, mas mais distante e isolado das pessoas a quem servia. Os progressistas que enfatizavam a necessidade de eficiência geralmente argumentavam que especialistas independentes treinados poderiam tomar decisões melhores do que os políticos locais. Em seu influente livro Drift and Mastery (1914), enfatizando o “espírito científico” e a “disciplina da democracia”, Walter Lippmann defendeu um governo central forte, guiado por especialistas e não pela opinião pública.
Um exemplo de reforma progressiva foi o surgimento do sistema de gerentes municipais [en], no qual engenheiros profissionais pagos administravam os assuntos cotidianos dos governos municipais de acordo com as diretrizes estabelecidas pelos conselhos municipais eleitos. Muitas cidades criaram “escritórios de referência” municipais que realizavam pesquisas especializadas em departamentos governamentais em busca de desperdício e ineficiência. Após pesquisas aprofundadas, os governos locais e até mesmo estaduais foram reorganizados para reduzir o número de funcionários e eliminar a sobreposição de áreas de autoridade entre os departamentos. Os governos municipais foram reorganizados para reduzir o poder dos chefes de ala locais e aumentar os poderes do conselho municipal. Os governos de todos os níveis começaram a desenvolver orçamentos para ajudá-los a planejar suas despesas em vez de gastar dinheiro ao acaso, conforme as necessidades surgiam e a receita ficava disponível. O governador Frank O. Lowden [en], de Illinois, demonstrou uma “paixão pela eficiência” ao simplificar o governo estadual.

### Corrupção governamental
A corrupção representava uma fonte de desperdício e ineficiência no governo. William Simon U'Ren [en], membro da Câmara dos Deputados do Oregon [en] estado do Óregon, Robert M. La Follette, Senador de Wisconsin, e outros trabalharam para limpar os governos estaduais e locais aprovando leis para enfraquecer o poder dos políticos e chefes políticos [en]. Em Wisconsin, La Follette promoveu um sistema de eleições primárias que retirou dos chefes de partido o poder de escolher os candidatos do partido. O Sistema de Oregon incluiu uma “Lei de Práticas Corruptas”, um referendo público e um panfleto do eleitor financiado pelo estado, entre outras reformas que foram exportadas para outros estados do noroeste e do meio-oeste. Seu ponto alto foi em 1912, depois do qual eles se desviaram para um status desastroso de terceiro partido.

### Educação
Os primeiros pensadores progressistas, como John Dewey e Lester Frank Ward [en], colocaram um sistema universal e abrangente de educação no topo da agenda progressista, argumentando que, para uma democracia ser bem-sucedida, seus líderes, o público em geral, precisavam de uma boa educação. Progressistas trabalharam arduamente para expandir e melhorar a educação pública e privada em todos os níveis. Eles acreditavam que a modernização da sociedade exigia a educação obrigatória de todas as crianças, mesmo que os pais se opusessem. Os progressistas recorreram a pesquisadores educacionais para avaliar a agenda de reformas, medindo vários aspectos da educação, o que mais tarde levou a testes padronizados [en]. Muitas reformas e inovações educacionais geradas durante esse período continuaram a influenciar debates e iniciativas na educação estadunidense durante o restante do século XX. Um dos legados mais aparentes da Era Progressista deixados para a educação do país foi o impulso perene de reformar as escolas e os currículos, muitas vezes como produto de movimentos enérgicos de base na cidade.
Como o progressismo estava e continua a estar “nos olhos de quem vê”, a educação progressiva abrange direções muito diversas e, às vezes, conflitantes na política educacional. Esses legados duradouros da Era Progressista continuam a interessar aos historiadores. Os reformadores da Era Progressista enfatizaram o “ensino por objetos”, atendendo às necessidades de grupos específicos dentro do distrito escolar, oportunidades iguais de educação para meninos e meninas e evitando castigos corporais aos alunos.
O historiador e pesquisador na área da educação, David Gamson, estudou a implementação de reformas progressistas em três distritos escolares municipais — Denver, no  Colorado; Seattle em Washington e Oakland, na Califórnia entre os anos de 1900 e 1928. Os historiadores da reforma educacional durante a Era Progressista tendem a destacar o fato de que muitas políticas e reformas progressistas eram muito diferentes e, às vezes, até contraditórias. Em nível de distrito escolar, as políticas de reforma contraditórias eram especialmente aparentes, embora haja pouca evidência de confusão entre os líderes escolares progressistas em Denver, Seattle e Oakland. Os líderes distritais dessas cidades, incluindo Frank B. Cooper [en], em Seattle, e Fred M. Hunter, em Oakland, frequentemente empregavam um conjunto de reformas aparentemente contraditórias. Os educadores progressistas locais buscavam conscientemente operar de forma independente dos movimentos progressistas nacionais, pois preferiam reformas que fossem fáceis de implementar e eram incentivados a misturar e combinar diversas reformas que haviam demonstrado funcionar em outras cidades.
Os reformistas enfatizaram a profissionalização e a burocratização. O antigo sistema em que os políticos das alas selecionavam os funcionários das escolas foi abandonado no caso dos professores e substituído por um sistema de mérito que exigia formação de nível universitário em uma escola normal (faculdade de professores).  O rápido crescimento em tamanho e complexidade dos grandes sistemas escolares urbanos facilitou a estabilização do emprego das professoras e proporcionou aos professores mais antigos maiores oportunidades de orientar os professores mais jovens. Em 1900, a maioria das mulheres em Providence, capital de Rhode Island, permaneceu como professora por pelo menos 17.5 anos, indicando que o magistério havia se tornado uma carreira significativa e desejável para as mulheres.

## Trabalho social

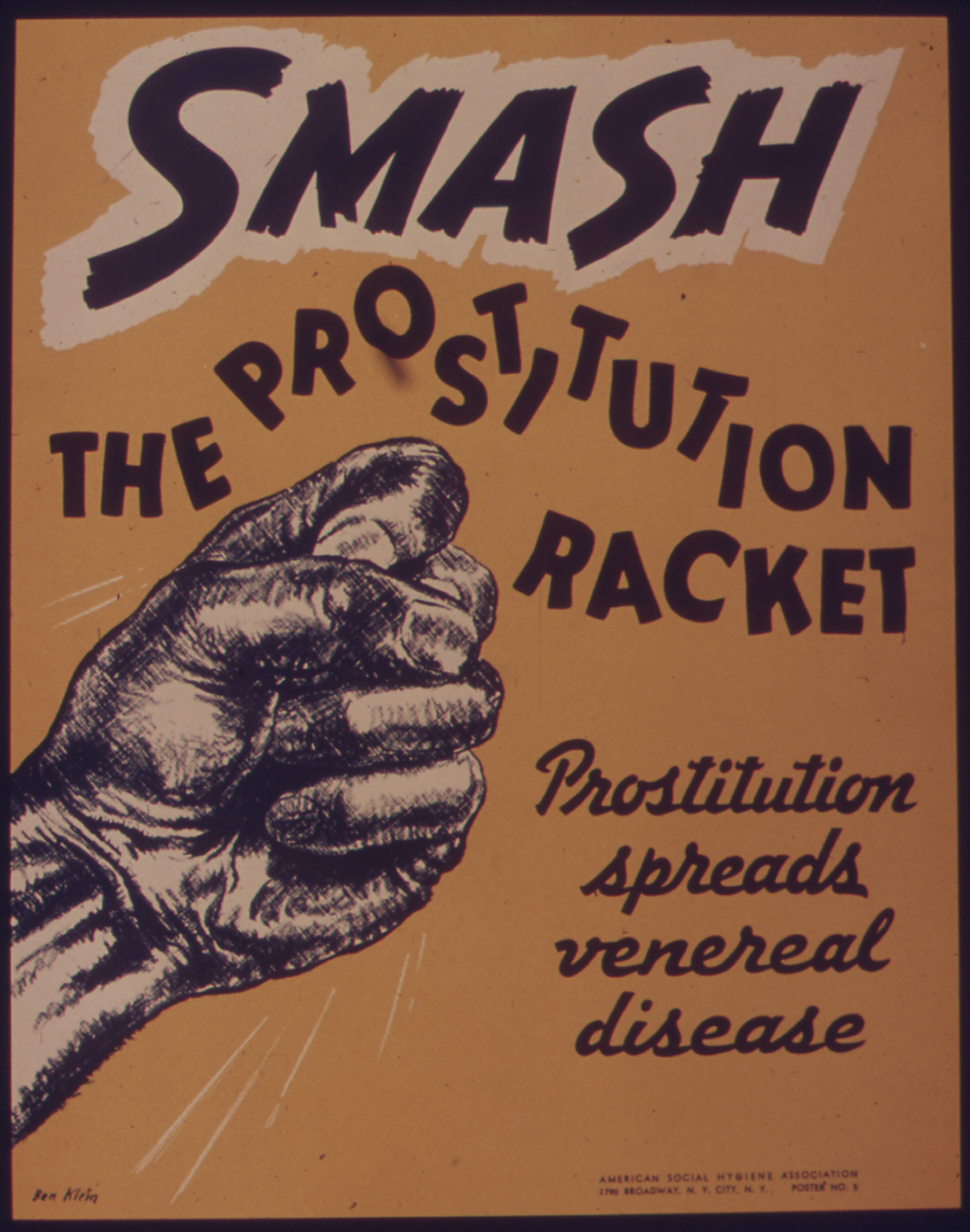
Cartaz do governo federal dos Estados Unidos da época da Segunda Guerra Mundial contra a prostituição.

Os progressistas criaram programas de treinamento para garantir que o trabalho de assistência social e caridade fosse realizado por profissionais treinados, e não por amadores de bom coração. A Hull House de Jane Addams, em Chicago, caracterizou a liderança de centros comunitários residenciais operados por assistentes sociais e voluntários e localizados em favelas no centro da cidade. O objetivo das casas de assentamento era elevar o padrão de vida dos habitantes das cidades, oferecendo educação para adultos e programas de enriquecimento cultural.

### Anti-prostituição
Durante essa era de reforma maciça em todos os aspectos sociais, a eliminação da prostituição foi vital para os progressistas, especialmente para as mulheres. Após o primeiro movimento progressista do início do século XX, dois partidos posteriores de curta duração também se identificaram como progressistas. O movimento ant-prostituição envolveu três grupos principais: cristãos, feministas da Era Progressista e médicos. Muitas pessoas ativas no movimento anti-prostituição compartilhavam algumas das mesmas perspectivas de cada um desses grupos. Jane Addams, uma das mais notáveis assistentes sociais do país, escreveu um livro sobre prostituição. De acordo com seu argumento em A New Conscience and an Ancient Evil, a razão pela qual as mulheres recorreram à prostituição foi devido aos salários inadequados que recebiam. Entretanto, ela também menciona a ausência de supervisão familiar sobre o pudor feminino, já que as jovens migravam das áreas rurais para as urbanas. Embora a maioria das prostitutas tenha nascido nos Estados Unidos, a opinião pública acreditava que as mulheres estavam sendo trazidas para o país e depois vendidas para a prostituição. A oposição contra a prostituição pode ter sido um reflexo das preocupações com o fluxo de imigrantes, o crescimento das cidades, o desenvolvimento de indústrias e a erosão dos padrões morais estabelecidos.

### Promulgação de leis sobre trabalho infantil

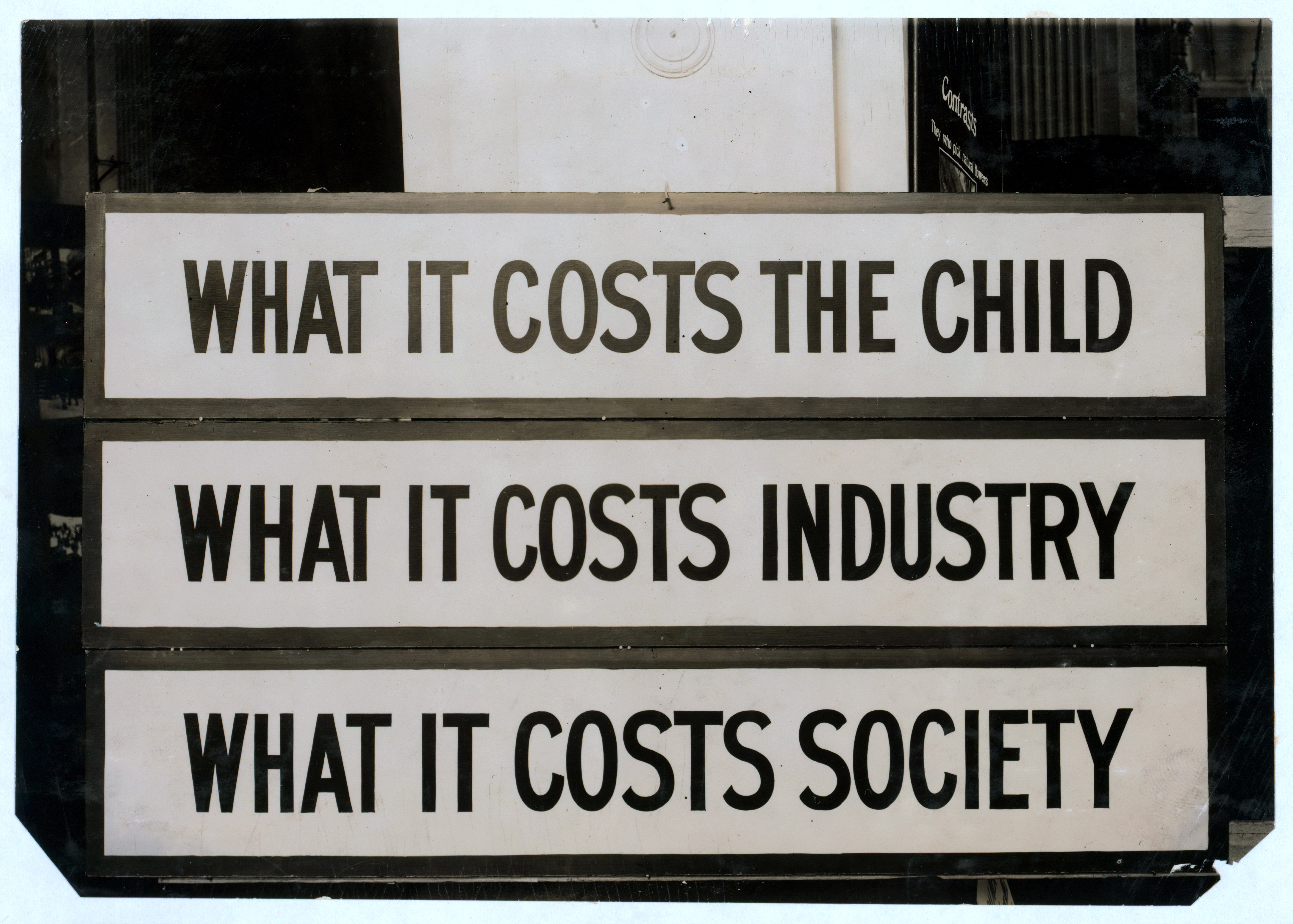
Um pôster que destaca a situação do trabalho infantil nos Estados Unidos no início do século XX, que se lê: “O que isso custa para a criança, o que isso custa para o setor, o que isso custa para a sociedade”.

As leis [en] de trabalho infantil foram criadas para evitar o uso excessivo de crianças nos novos setores emergentes na economia estadunidense. O objetivo dessas leis eram dar às crianças da classe trabalhadora a oportunidade de frequentar à escola e amadurecer institucionalmente, liberando assim o potencial da humanidade e incentivando o avanço da humanidade. De maneira geral, os proprietários de fábricas não queriam essa progressão por causa da perda de mão-de-obra. Os pais dependiam da renda dos filhos para manter a família solvente. Os progressistas promulgaram leis estaduais e federais contra o trabalho infantil, mas elas foram anuladas pela Suprema Corte dos Estados Unidos. Uma proposta de emenda constitucional sofreu oposição de empresários e católicos; foi aprovada no Congresso, mas nunca foi ratificada por um número suficiente de estados. O trabalho infantil foi finalmente banido pelo New Deal na década de 1930.

### Apoio ao trabalho sindicalizado
Os sindicatos nos Estados Unidos cresceram de forma constante até o ano de 1916 e depois se expandiram rapidamente durante a Primeira Guerra Mundial. No ano de 1919, uma onda de grandes greves afastou a classe média e as greves foram perdidas, o que afastou os trabalhadores. 
Na década de 1920, os sindicatos estavam em um momento de 'marasmo'. Na eleição presidencial de 1924, os sindicato apoiaram o Partido Progressista [en] de Robert M. La Follette, mas ele só conseguiu manter sua base no estado do Wisconsin. A Federação Americana do Trabalho [en] (A.F. of L.), sob o comando de Samuel Gompers, depois de 1907, começou a apoiar candidatos do Partido Democrata, que prometiam juízes mais favoráveis enquanto os republicanos nomeavam juízes a favor do empresariado. Theodore Roosevelt e seu terceiro partido também apoiaram metas como a jornada de trabalho de oito horas, melhores condições de segurança e saúde nas fábricas, leis de indenização para os trabalhadores e leis de salário mínimo para as mulheres.

### Lei Seca
A maioria dos progressistas, especialmente nas áreas rurais, apoiaram a causa da Lei Seca. Os progressitas viam o bar como a encarnação da corrupção política e lamentavam os danos causados a mulheres e crianças. Acreditavam que o consumo de álcool limitava o potencial de avanço da humanidade. Progressistas obtiveram sucesso primeiro com leis estaduais e depois com a promulgação da Décima Oitava Emenda à Constituição dos Estados Unidos em 1919. A aplicação da lei não foi eficaz, pois a fiscalização era frouxa, especialmente nas cidades onde a lei tinha apoio popular muito limitado e onde gangues criminosas notórias, como a gangue de Chicago de Al Capone, praticavam crimes com base na venda ilegal de bebidas alcoólicas em bares clandestinos.
O “experimento” (como o presidente Herbert Hoover chamou a lei) também custou aos tesouros federal e local grandes somas de impostos. A 18ª emenda foi revogada pela Vigésima Primeira Emenda à Constituição dos Estados Unidos em 1933.

### Eugenia
Alguns progressistas patrocinavam a eugenia como solução para famílias excessivamente grandes ou com baixo desempenho, esperando que o controle da natalidade permitisse que os pais concentrassem seus recursos em menos filhos melhores, enquanto outros, como Margaret Sanger, defendiam isso. Os progressistas também defendiam a esterilização compulsória das pessoas consideradas “inaptas”. Líderes progressistas, como Herbert Croly [en] e Walter Lippmann, indicaram sua preocupação liberal clássica com o perigo que a prática da eugenia representava para o indivíduo. O político progressista William Jennings Bryan se opôs à eugenia. Em um artigo intitulado The Progressives: Racism and Public Law, o jurista americano Herbert Hovenkamp [en], escreveu:

Ao examinar os progressistas sobre raça, é fundamental distinguir as opiniões que eles herdaram daquelas que desenvolveram. A ascensão do progressismo coincidiu com a morte do racismo científico, que vinha sendo ensinado nas universidades americanas desde o início do século XIX e teve destaque no debate científico sobre a teoria da evolução de Darwin. A eugenia, que tentou usar a genética e a matemática para validar muitas alegações racistas, foi seu último suspiro. O fato mais notável sobre os progressistas é que eles foram responsáveis pelo fim do racismo científico.

## Sistema eleitoral
Os progressistas alertaram repetidamente que a votação ilegal estava corrompendo o sistema político. Eles identificaram especialmente os chefes das grandes cidades, que trabalhavam com os donos de bares e funcionários das delegacias, como os culpados por encher as urnas eletrônicas. A solução para purificar o voto incluía a proibição (destinada a fechar os bares), requisitos de registro de eleitores (destinados a acabar com o voto múltiplo) e testes de alfabetização (destinados a minimizar o número de eleitores ignorantes).
Todos os estados ao Sul usaram dispositivos para privar os eleitores negros de seus direitos [en] durante a Era Progressista. Normalmente, os elementos progressistas desses estados pressionavam pela privação de direitos, muitas vezes lutando contra o conservadorismo dos brancos do Cinturão Negro. Um dos principais motivos apresentados foi que os brancos compravam rotineiramente votos de negros para controlar as eleições, e era mais fácil privar os negros de seus direitos do que ir atrás de homens brancos poderosos. Nos estados do Norte, progressistas como Robert M. La Follette e William Simon U'Ren argumentavam que o cidadão comum deveria ter mais controle sobre seu governo. O sistema de “Iniciativa, Referendo e Recall [en]” do Oregon foi exportado para muitos estados, inclusive Idaho, Washington e Wisconsin. Muitos progressistas, como George M. Forbes, presidente do Conselho de Educação de Rochester, em Nova Iorque, esperavam tornar o governo dos Estados Unidos mais sensível à voz direta do povo americano, argumentando:
Estamos agora intensamente ocupados em criar as ferramentas da democracia, as primárias diretas, a iniciativa, o referendo, o recall, o voto secreto e o governo por comissão. Mas, em nosso entusiasmo, não parecemos estar cientes de que essas ferramentas serão inúteis a menos que sejam usadas por aqueles que estão inflamados pelo senso de fraternidade. [...] A ideia [do movimento dos centros sociais] é estabelecer em cada comunidade uma instituição que tenha uma relação direta e vital com o bem-estar da vizinhança, da ala ou do distrito, e também da cidade como um todo.
O historiador estadunidense Philip J. Ethington defende essa visão elevada da democracia direta, dizendo que “iniciativas, referendos e recalls, juntamente com primárias diretas e a eleição direta de senadores dos Estados Unidos, foram as principais conquistas da ‘democracia direta’ pela geração Progressista durante as duas primeiras décadas do século XX”.
Os progressistas lutaram pelo sufrágio feminino para deixar as eleições mais honestas usando eleitoras supostamente mais puras. Os progressistas do Sul apoiaram a eliminação dos eleitores negros supostamente corruptos da cabine eleitoral. O historiador Michael Perman diz que tanto no Texas quanto na Geórgia “a privação de direitos era a arma e o grito de guerra na luta pela reforma”. Na Virgínia, “o impulso para a privação de direitos havia sido iniciado por homens que se consideravam reformadores, até mesmo progressistas.
Embora o significado final do movimento progressista na política atual ainda esteja em debate, Alonzo L. Hamby pergunta:
Quais foram os temas centrais que emergiram da cacofonia [do progressismo]? Democracia ou elitismo? Justiça social ou controle social? Pequeno empreendedorismo ou capitalismo concentrado? E qual foi o impacto da política externa americana? Os progressistas eram isolacionistas ou intervencionistas? Imperialistas ou defensores da autodeterminação nacional? E, independentemente disso, qual era a motivação deles? Utopia moralista? Pragmatismo relativista confuso? Capitalismo hegemônico? Não é de se surpreender que muitos acadêmicos maltratados tenham começado a gritar “no mas!”. No ano de 1970, Peter Filene declarou que o termo “progressismo” havia se tornado sem sentido.

## Administração municipal
Os progressistas geralmente focavam seus esforços nos governos municipais e estaduais, buscando reduzir desperdícios e encontrar formas mais eficientes de fornecer serviços à medida que as cidades cresciam rapidamente. Essas mudanças resultaram em um sistema mais estruturado, onde o poder, antes centralizado no legislativo, passou a estar mais concentrado localmente. As alterações no sistema foram projetadas para facilitar os processos legais, as transações de mercado, a administração burocrática e a democracia, sendo classificadas sob o termo "Administração Municipal". Houve também uma mudança na autoridade desse sistema, com a crença de que a autoridade, antes desorganizada, foi transferida para profissionais, especialistas e burocratas responsáveis por esses serviços. Essas transformações levaram a um tipo de administração municipal mais sólido em comparação ao sistema anterior, que era subdesenvolvido e mal estruturado.
Os progressistas mobilizaram eleitores preocupados da classe média, além de jornais e revistas, para identificar problemas e concentrar o sentimento de reforma em questões específicas. Muitos protestantes apontavam o saloon como base de poder para a corrupção, violência e desagregação familiar, e, por isso, buscaram eliminar todo o sistema de saloons por meio da proibição. Outros, como Jane Addams em Chicago, promoveram casas de acolhimento. Reformadores municipais pioneiros incluíram Hazen S. Pingree [en] (prefeito de Detroit na década de 1890) e Tom L. Johnson [en] em Cleveland, em Ohio. Em 1901, Johnson foi eleito prefeito de Cleveland com uma plataforma que defendia tributação justa, autonomia municipal para as cidades de Ohio e tarifa de bonde de 3 centavos. Nesse mesmo ano, Seth Low [en], reitor da Universidade Columbia, foi eleito prefeito de Nova Iorque em uma chapa reformista.

## Preservação
Durante o mandato do presidente republicano progressista Theodore Roosevelt (1901-1909) e influenciado pelas ideias de cientistas e filósofos como George Perkins Marsh, William John McGee [en], John Muir, John Wesley Powell e Lester Frank Ward, foram realizados os maiores projetos de preservação financiados pelo governo na história dos Estados Unidos.

### Parques nacionais e refúgios de vida selvagem
No dia 14 de março de 1903, o Presidente Roosevelt criou a primeira Reserva Nacional de Aves, o início do sistema de Refúgio de Vida Selvagem, na Ilha Pelican, na Flórida. Ao todo, em 1909, o governo Roosevelt havia criado um número sem precedentes de 42 milhões de acres (170.000 km2) de Florestas Nacionais dos Estados Unidos [en], 53 Refúgio Nacional de Vida Selvagem [en] e 18 áreas de “interesse especial”, como o Grand Canyon.

### Recuperação
Além disso, Roosevelt aprovou o Ato de Recuperação de Terras [en] de 1902, que concedeu subsídios para irrigação em 13 estados do oeste (posteriormente ampliados para 20). Outra medida voltada para a conservação foi a Lei de Antiguidades [en] de 1906, que protegeu grandes áreas de terra ao permitir que o presidente declarasse certas regiões como monumentos nacionais merecedores de proteção. Em 14 de março de 1907, Roosevelt criou a Comissão de Hidrovias Internas [en], encarregada de estudar os sistemas fluviais dos Estados Unidos, incluindo o desenvolvimento de energia hídrica, o controle de inundações e a recuperação de terras.

## Política nacional
No início do século XX, os políticos dos partidos Democrata e Republicano, os Republicanos da Liga Lincoln-Roosevelt [en] (na Califórnia) e o Partido Progressista (“Bull Moose”) de Theodore Roosevelt buscaram reformas ambientais, políticas e econômicas. Entre esses objetivos, o principal era a busca pela quebra de trustes, a quebra de monopólios e o apoio a sindicatos, programas de saúde pública, diminuição da corrupção na política e conservação ambiental.
O movimento progressista contou com o apoio de ambos os partidos principais e também de partidos menores. Um líder, o democrata William Jennings Bryan, ganhou as indicações do Partido Democrata e a indicação do Partido Popular em 1896. Naquela época, a grande maioria dos outros grandes líderes se opunha ao populismo. Quando Theodore Roosevelt deixou o Partido Republicano em 1912, levou consigo muitos dos líderes intelectuais do progressismo, mas pouquíssimos líderes políticos. O Partido Republicano tornou-se, então, notavelmente mais comprometido com o progressismo voltado para os negócios e a eficiência, tipificado por Herbert Hoover e William Howard Taft.

## Cultura

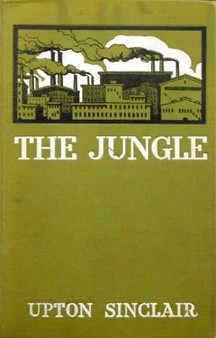
A obra The Jungle, de Upton Sinclair, expôs os americanos aos horrores dos frigoríficos de Chicago.

O alicerce da tendência progressista estava indiretamente ligado à filosofia única do pragmatismo, desenvolvida principalmente por John Dewey e William James. Igualmente importantes para a reforma da era progressista foram os jornalistas progressistas conhecidos como Muckrakers [en]. Esses jornalistas divulgavam para os leitores da classe média os privilégios econômicos, a corrupção política e a injustiça social. Seus artigos eram publicados na McClure's [en] e em outros periódicos reformistas. Alguns muckrakers se concentravam nos abusos corporativos. Ida Tarbell expôs a realidade trabalhista na Standard Oil Company. No livro The Shame of the Cities [en], publicado em 1904, do jornalista Lincoln Steffens dissecou a corrupção no sistema de governo municipal nos Estados Unidos. Já Ray Stannard Baker, em 1908, publicou o livro Following the Color Line que criticou as relações raciais no país. Outros muckrakers atacaram o Senado, empresas ferroviárias, seguradoras e fraudes em patentes médicas.
Os romancistas criticaram as injustiças corporativas. Theodore Dreiser desenhou retratos severos de um tipo de empresário impiedoso nos livros The Financier [en], de 1912 e em The Titan [en] de 1914. No livro The Jungle de 1906, o escritor socialista Upton Sinclair repeliu os leitores com descrições dos frigoríficos de Chicago e seu trabalho levou ao apoio à legislação de segurança alimentar corretiva. Os principais intelectuais também moldaram a mentalidade progressista. Em Dynamic Sociology (1883), Lester Frank Ward apresentou os fundamentos filosóficos do movimento progressista e atacou as políticas de laissez-faire defendidas por Herbert Spencer e William Graham Sumner. Em The Theory of the Leisure Class [en], de 1899, Thorstein Veblen atacou o “consumo conspícuo” dos ricos. O educador John Dewey enfatizou uma filosofia de pedagogia centrada na criança, conhecida como educação progressiva, que afetou as salas de aula por três gerações.

## No século XXI
O progressismo moderno pode ser visto como englobando muitas diferenças notáveis em relação ao progressismo histórico dos séculos XIX e XX. Alguns pontos de vista sobre o progressismo moderno destacam essas diferenças percebidas, como o do professor de economia da Universidade de Princeton, Thomas C. Leonard [en], que considerou o progressismo histórico na revista The American Conservative [en] como sendo “[a]té certo ponto, ... não há muito aqui para os progressistas do século 21 reivindicarem parentesco. Os progressistas de hoje enfatizam a igualdade racial e os direitos das minorias, condenam o imperialismo dos Estados Unidos, evitam as ideias biológicas nas ciências sociais e têm pouca utilidade para a piedade ou o proselitismo”. Em última análise, tanto o progressismo histórico quanto o movimento moderno compartilham a noção de que os mercados livres levam a desigualdades econômicas que devem ser melhoradas para proteger melhor a classe trabalhadora americana.

### Mitigando a desigualdade de renda
A desigualdade de renda nos Estados Unidos tem aumentado desde a década de 1970. Os progressistas argumentam que taxas sindicais mais baixas, políticas fracas, a globalização e outros fatores causaram a diferença de renda. O aumento da desigualdade de renda levou os progressistas a elaborar uma legislação que inclui, entre outras coisas, a reforma de Wall Street, a reforma do código tributário, a reforma do financiamento de campanhas, o fechamento de brechas e a manutenção do trabalho doméstico.

### Reforma deWall Street

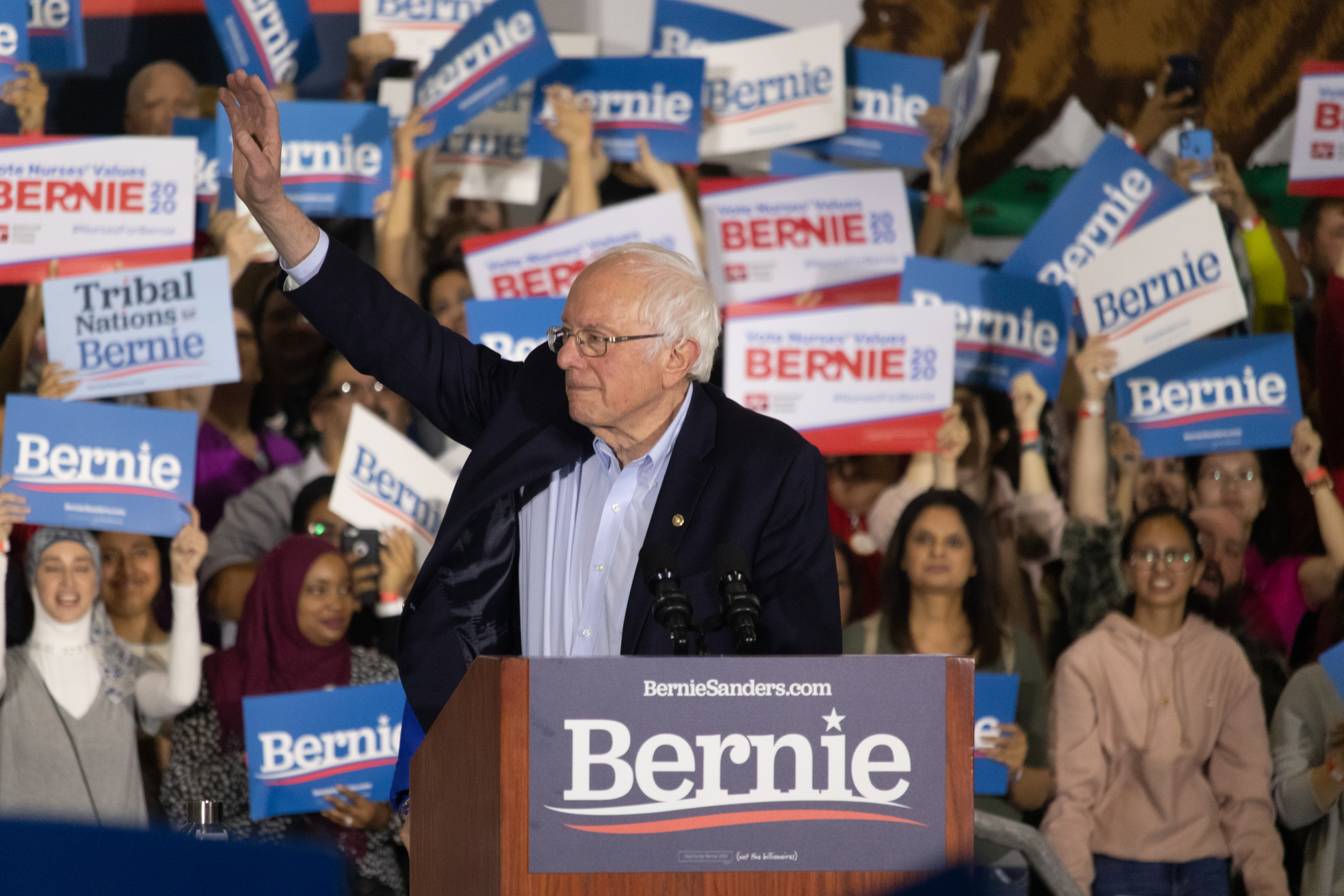
Bernie Sanders é amplamente reconhecido por contribuir para uma mudança progressista no Partido Democrata desde a década de 2010.

Progressistas começaram a exigir uma regulamentação mais rígida de Wall Street depois que perceberam que a desregulamentação e a aplicação relaxada da lei levaram à crise financeira de 2007–2008. O movimento Occupy Wall Street, lançado no centro de Manhattan, foi uma reação de alto nível aos desvios financeiros. A aprovação da lei de regulamentação financeira Dodd-Frank [en] em 2010 proporcionou maior supervisão sobre as instituições financeiras e a criação de novas agências reguladoras, mas muitos progressistas argumentam que sua ampla estrutura permite que as instituições financeiras continuem a tirar vantagem dos consumidores e do governo.
Entre outras coisas, o Senador de Vermont de esquerda Bernie Sanders, defendeu a reimplementação da Lei Glass–Steagall, que regulamentava os bancos de forma mais rigorosa, e o desmembramento das instituições financeiras em que a participação no mercado está concentrada em algumas poucas corporações “grandes demais para falir”.

### Reforma do sistema de saúde
No ano de 2009, o Congressional Progressive Caucus [en] (CPC) delineou cinco princípios-chave para a reforma do sistema de saúde que pretendiam transformar em lei. O CPC exigiu a implementação de uma opção pública de saúde em nível nacional, seguros de saúde acessíveis, regulamentações no mercado de seguros, a obrigatoriedade de provisão de seguros pelas empresas e serviços abrangentes para crianças. Em março de 2010, o Congresso aprovou o Patient Protection and Affordable Care Act, geralmente conhecido como 'Obamacare', com o objetivo de aumentar a acessibilidade e eficiência do sistema de saúde dos Estados Unidos. Embora considerado um sucesso parcial por alguns progressistas, muitos argumentaram que a reforma não foi longe o suficiente, especialmente pela incapacidade dos democratas em implementar uma opção pública nacional.
Nas últimas décadas, uma assistência médica com pagamento único [en] tornou-se uma meta importante na reforma do sistema de saúde defendida pelos progressistas. Nas primárias presidenciais do Partido Democrata em 2016, o candidato presidencial progressista Bernie Sanders levantou a questão de um sistema de saúde de pagador único, argumentando que milhões de americanos ainda pagam valores excessivos por seguros de saúde e que milhões mais não recebem os cuidados de que necessitam. Em novembro de 2016, houve uma tentativa de implementar um sistema de saúde de pagador único no estado do Colorado, conhecido como 'ColoradoCare' (Emenda 69). O senador Sanders realizou comícios no Colorado em apoio à Emenda 69 antes da votação. Apesar do apoio de grande visibilidade, a Emenda 69 não foi aprovada, com apenas 21,23% dos eleitores do Colorado votando a favor e 78,77% contra.

### Salário mínimo
Ajustado pela inflação, o salário mínimo no país atingiu seu pico no ano de 1968, com cerca de US$ 9.90 por hora em dólares de 2020. Os progressistas acreditam que a estagnação dos salários perpetua a desigualdade de renda e que o aumento do salário mínimo é uma medida necessária para combater a desigualdade. Se o salário mínimo crescesse à taxa de crescimento da produtividade nos Estados Unidos, ele seria de US$ 21.72 por hora, quase três vezes mais do que os atuais US$ 7.25 por hora
Progressistas populares, como o senador Bernie Sanders e a deputada Alexandria Ocasio-Cortez, endossaram um aumento salarial obrigatório federal para US$ 15 por hora. O movimento já obteve sucesso com sua implementação na Califórnia, com a aprovação de um projeto de lei para aumentar o salário mínimo em US$ 1 a cada ano até chegar a US$ 15 por hora em 2021. Os trabalhadores de Nova Iorque estão fazendo lobby por uma legislação semelhante, já que muitos continuam a se manifestar por um aumento do salário mínimo como parte do movimento Fight for $15 [en].

### Justiça ambiental
Os progressistas modernos defendem fortes proteções ambientais e medidas para reduzir ou eliminar a poluição. Um motivo para isso é a forte ligação entre injustiça econômica e condições ambientais adversas, pois os grupos economicamente marginalizados tendem a ser desproporcionalmente afetados pelos danos da poluição e da degradação ambiental.

### Justiça social

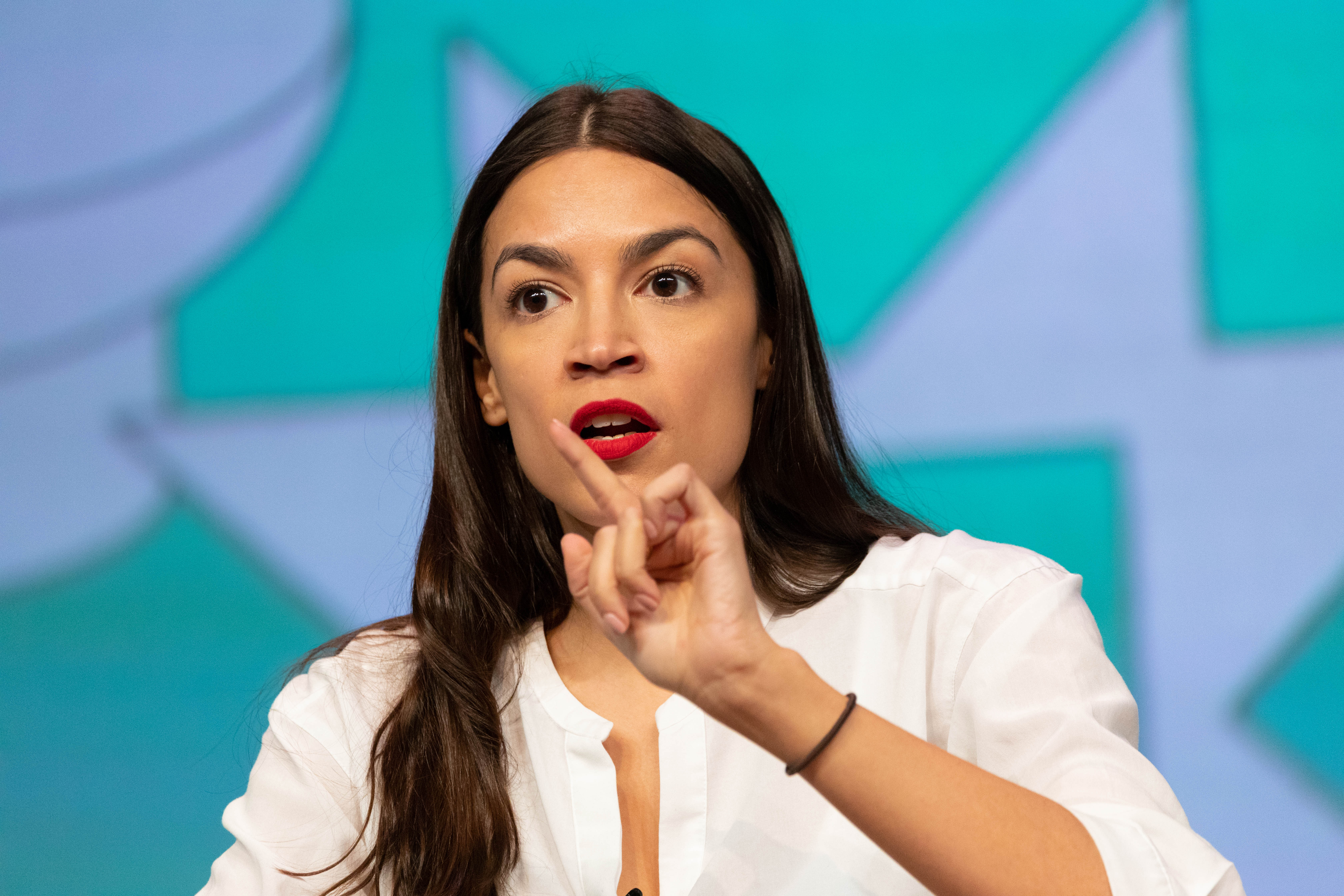
A representante dos EUA, Alexandria Ocasio-Cortez, de Nova Iorque, defensora de ações contra as mudanças climáticas e autora do Green New Deal.

No século XXI, os progressistas dos Estados Unidos defendem a implementação de uma legislação que promova uma sociedade mais igualitária e ajude a reduzir as lacunas entre as diversas populações da sociedade americana, inclusive as lacunas entre populações de raças diferentes, lacunas de gênero e lacunas socioeconômicas. Os progressistas apoiam a promoção da reforma da justiça criminal para retificar as injustiças sistêmicas e a erradicação de práticas discriminatórias em áreas como emprego e moradia.

### Definição
Com o aumento da popularidade de progressistas como Alexandria Ocasio-Cortez, Bernie Sanders e Elizabeth Warren, o termo "progressista" ganhou maior relevância cultural, especialmente durante as primárias democratas de 2016. Ao responder a uma pergunta do moderador da CNN, Anderson Cooper, sobre sua disposição em mudar de posição durante um debate em outubro de 2015, Hillary Clinton referiu-se a si mesma como uma "progressista que gosta de fazer as coisas acontecerem", o que gerou críticas de apoiadores de Sanders e outros críticos à sua esquerda.
O senador John Fetterman tem moderado suas posições em questões de política externa e doméstica que surgiram no final de 2023, como a guerra em Gaza e o aumento da imigração ilegal na fronteira sul, levantando dúvidas sobre seu alinhamento progressista. Perguntas sobre o significado exato do termo "progressista" têm persistido tanto dentro do Partido Democrata quanto fora dele desde a eleição de Donald Trump na eleição presidencial de 2016 nos Estados Unidos, com alguns candidatos utilizando-o para sinalizar sua afiliação ao segmento mais à esquerda do partido.

## Partidos

### Partido Progressista, 1912
O primeiro partido político, chamado Partido Progressista, foi formado para a eleição presidencial de 1912 para eleger Theodore Roosevelt. Ela foi formada após Roosevelt perder sua candidatura como candidato republicano para William Howard Taft, e foi extinta em 1920.

### Partido Progressista, 1924
No ano de 1924, o senador de Wisconsin Robert M. La Follette concorreu à presidência pelo Partido Progressista [en]. La Follette ganhou o apoio dos sindicatos, dos germano-americanos e dos socialistas com sua candidatura. Venceu apenas em Wisconsin, e o partido desapareceu em outros lugares. Em Wisconsin, ele permaneceu em vigor até a década de 1940.

### Partido Progressista, 1948
Um terceiro partido foi criado em 1948 pelo ex-vice-presidente Henry A. Wallace como um veículo para sua campanha para presidente dos Estados Unidos. Ele via os dois partidos como reacionários e belicistas e atraiu o apoio de eleitores de esquerda que se opunham às políticas da Guerra Fria que haviam se tornado um consenso nacional. A maioria dos liberais, dos New Dealers e, principalmente, do Congresso de Organizações Industriais [en] (CIO), denunciou o partido porque, na opinião deles, estava cada vez mais controlado por comunistas. Ele desapareceu depois de ganhar 2% dos votos em 1948.

### Partido dos Agricultores e Trabalhadores dos Estados Unidos
O primeiro Partido dos Agricultores e Trabalhadores dos Estados Unidos [en] moderno dos Estados Unidos surgiu em Minnesota em 1918. A entrada dos Estados Unidos na Primeira Guerra Mundial fez com que os preços agrícolas e os salários dos trabalhadores caíssem, enquanto os preços de varejo aumentaram muito durante os anos de guerra. Consequentemente, os fazendeiros e os trabalhadores fizeram uma causa comum na esfera política para reparar suas queixas. O partido foi dissolvido em 1936.

### Panorama geral
- Buenker, John D., John C. Burnham, and Robert M. Crunden. Progressivism (1986) short overview
- Buenker, John D. and Joseph Buenker, eds. Encyclopedia of the Gilded Age and Progressive Era. Sharpe Reference, 2005. xxxii + 1256 pp. in three volumes. ISBN 0-7656-8051-3. 900 articles by 200 scholars
- Buenker, John D., ed. Historical Dictionary of the Progressive Era (1988) online
- Cocks, Catherine, Peter C. Holloran and Alan Lessoff. Historical Dictionary of the Progressive Era (2009)
- Chambers, John Whiteclay II. The Tyranny of Change: America in the Progressive Era, 1890–1920 (2000), textbook excerpt and text search Arquivado em 2022-12-29 no Wayback Machine
- Crunden, Robert M. Ministers of Reform: The Progressives' Achievement in American Civilization, 1889–1920 (1982) excerpt and text search Arquivado em 2022-12-29 no Wayback Machine
- Dawley, Alan. Changing the World: American Progressives in War and Revolution (2003) excerpt and text search Arquivado em 2021-07-11 no Wayback Machine
- Diner, Steven J. A Very Different Age: Americans of the Progressive Era (1998) excerpt and text search Arquivado em 2022-12-29 no Wayback Machine
- Flanagan, Maureen. America Reformed: Progressives and Progressivisms, 1890s–1920s (2007).
- Gilmore, Glenda Elizabeth. Who Were the Progressives? (2002)
- Gould, Lewis L. America in the Progressive Era, 1890–1914 (2000) excerpt and text search Arquivado em 2022-12-29 no Wayback Machine
- Gould, Lewis L. ed., The Progressive Era (1974), essays by scholars
- Hays, Samuel P. The Response to Industrialism, 1885–1914 (1957), old but influential short survey
- Hofstadter, Richard The Age of Reform (1954), Pulitzer Prize, but now sadly outdated
- Jensen, Richard. "Democracy, Republicanism and Efficiency: The Values of American Politics, 1885–1930," in Byron Shafer and Anthony Badger, eds, Contesting Democracy: Substance and Structure in American Political History, 1775–2000 (U of Kansas Press, 2001) pp. 149–80; online version Arquivado em 2012-08-05 na Archive.today
- Johnston, Robert D. "Re-Democratizing the Progressive Era: The Politics of Progressive Era Political Historiography," Journal of the Gilded Age and Progressive Era (2002) 1#1 pp. 68–92
- Kennedy, David M. ed., Progressivism: The Critical Issues (1971), readings
- Kloppenberg, James T. Uncertain victory: social democracy and progressivism in European and American thought, 1870–1920 1986 online at ACLS e-books
- Leuchtenburg, William E. "Progressivism and Imperialism: The Progressive Movement and American Foreign Policy, 1898–1916," The Mississippi Valley Historical Review, Vol. 39, No. 3. (Dec., 1952), pp. 483–504. JSTOR Arquivado em 2017-11-13 no Wayback Machine
- Lears, T. J. Jackson. Rebirth of a Nation: The Remaking of Modern America, 1877-1920 (2009) excerpt and text search Arquivado em 2021-07-11 no Wayback Machine
- Link, Arthur S. Woodrow Wilson and the Progressive Era: 1913–1917 (1954), standard scholarly survey; online
- Mann, Arthur. ed., The Progressive Era (1975), readings from scholars
- Lasch, Christopher. The True and Only Heaven: Progress and its Critics (1991) excerpt and text search Arquivado em 2022-07-12 no Wayback Machine
- McGerr, Michael. A Fierce Discontent: The Rise and Fall of the Progressive Movement in America, 1870–1920 (2003) excerpt and text search Arquivado em 2021-07-11 no Wayback Machine
- Mowry, George. The Era of Theodore Roosevelt and the Birth of Modern America, 1900–1912. (1954) general survey of era; online
- Noggle, Burl. "The Twenties: A New Historiographical Frontier," The Journal of American History, Vol. 53, No. 2. (Sep., 1966), pp. 299–314. in JSTOR
- Perry, Elisabeth Israels and Karen Manners Smith, eds. The Gilded Age & Progressive Era: A Student Companion (2006)
- Piott, Steven. American Reformers 1870–1920 (2006). 240 pp. biographies of 12 leaders online review Arquivado em 2022-12-29 no Wayback Machine
- Rodgers, Daniel T.  Atlantic Crossings: Social Politics in a Progressive Age (2000). stresses links with Europe online edition Arquivado em 2015-05-02 no Wayback Machine
- Schutz, Aaron. Social Class, Social Action, and Education: The Failure of Progressive Democracy. (2010) introduction Arquivado em 2010-06-09 no Wayback Machine
- Stromquist, Shelton. Reinventing "the People": The Progressive Movement, the Class Problem and the Origins of Modern Liberalism (2006) excerpt and text search Arquivado em 2022-12-29 no Wayback Machine
- Thelen, David P. "Social Tensions and the Origins of Progressivism," Journal of American History 56 (1969), 323–341 JSTOR Arquivado em 2016-12-21 no Wayback Machine
- Wiebe, Robert. The Search For Order, 1877–1920 (1967) highly influential interpretation
- Young, Jeremy C. The Age of Charisma: Leaders, Followers, and Emotions in American Society, 1870-1940 (2017) excerpt and text search Arquivado em 2021-07-11 no Wayback Machine

### Política estadunidense
- Blum, John Morton The Republican Roosevelt. (1954). Series of essays that examine how TR did politics
- Brands, H.W. T.R.: The Last Romantic (2019) excerpt
- Clements, Kendrick A. The Presidency of Woodrow Wilson (1992) online

- Coletta, Paolo. The Presidency of William Howard Taft (1973) online

- Cooper, John Milton The Warrior and the Priest: Woodrow Wilson and Theodore Roosevelt. (1983), influential dual biography online
- Edwards, Barry C. "Putting Hoover on the Map: Was the 31st President a Progressive?." Congress & the Presidency 41#1 (2014) pp 49–83  online Arquivado em 2018-05-07 no Wayback Machine
- Gould, Lewis L. The Presidency of Theodore Roosevelt (1991) online

- Harrison, Robert. Congress, Progressive Reform, and the New American State (2004) excerpt and text search Arquivado em 2022-12-29 no Wayback Machine
- Hofstadter, Richard. The American Political Tradition (1948), ch. 8–10 on Bryan, Roosevelt and Wilson. excerpt and text search Arquivado em 2021-11-12 no Wayback Machine
- Link, Arthur Stanley. Woodrow Wilson and the Progressive Era, 1910–1917 (1972), standard history; online
- Morris, Edmund Theodore Rex. (2001), very well written biography of Theodore Roosevelt covers 1901–1909 excerpt and text search
- Mowry, George E. Theodore Roosevelt and the Progressive Movement. (2001) standard history of 1912 movement; online
- Sanders, Elizabeth. Roots of Reform: Farmers, Workers and the American State, 1877–1917 (1999) excerpt and text search Arquivado em 2022-12-29 no Wayback Machine
- Walworth, Arthur (1958). Woodrow Wilson, Volume I, Volume II. [S.l.]: Longmans, Green;  904pp; full scale scholarly biography; winner of Pulitzer Prize; online 2nd ed. 1965